# Maziwa Ng'ombe
Maziwa Ng'ombe è una circoscrizione rurale (rural ward) della Tanzania situata nel distretto di Micheweni, regione di Pemba Nord. Conta una popolazione di 5 820 abitanti (censimento 2012).